# John Rathbone
Pour les articles homonymes, voir Rathbone.
John Rankin Rathbone, né le 5 février 1910 et tué à la guerre le 10 décembre 1940, est un homme politique britannique.

## Biographie
Fils d'architecte, John Rathbone est issu d'une longue lignée de marchands de Liverpool. Son grand-père William Rathbone VI est un philanthrope et député libéral à la Chambre des communes. Sa tante Eleanor Rathbone est une essayiste et militante féministe, et députée sans étiquette. John Rathbone est scolarisé au collège d'Eton puis étudie au collège Christ Church de l'université d'Oxford. C'est là qu'il rencontre une étudiante américaine, Beatrice Clough, qu'il épousera en 1932 et dont il aura deux enfants. Il apprend à piloter un avion au sein du club de vol des anciens élèves d'Eton.
Aux élections législatives de 1935, il est élu député de la circonscription de Bodmin sous l'étiquette du Parti conservateur. Parlant couramment l'allemand, il prend part à une délégation parlementaire britannique qui visite l'Allemagne nazie. « Effaré » par ce qu'il y voit, il rejoint la force de réserve de la Royal Air Force à son retour au Royaume-Uni. De juillet à septembre 1939, il est secrétaire parlementaire au ministère de l'Approvisionnement (en) nouvellement formé par le gouvernement de Neville Chamberlain pour piloter l'approvisionnement des forces armées ; il y seconde le ministre Leslie Burgin,,.
À l'entame de la Seconde Guerre mondiale, son épouse et lui envoient leurs enfants en sécurité auprès de leur belle-famille à Boston. Ils financent également le voyage d'évacuation de deux enfants issus chacun d'une famille pauvre. John Rathbone prend part à la guerre en tant que pilote de chasse dans le 82e escadron de la Royal Air Force, avec le grade de flight lieutenant. Il est abattu en mission au-dessus de l'Allemagne en décembre 1940, et inhumé au cimetière Schoonselhof à Anvers. Il est l'un des cinquante-six parlementaires britanniques morts à la Seconde Guerre mondiale et commémorés par un vitrail au palais de Westminster. Son frère cadet Henry, capitaine dans le régiment des Scots Guards, sera tué au combat à Cassino en novembre 1943,,,.
La mort de John Rathbone provoque une élection partielle. Le Parti conservateur choisit sa veuve, Beatrice Rathbone, pour lui succéder à son siège de député, et conformément à l'union nationale en vigueur, les autres partis ne présentent aucun candidat contre elle. Leur fils Tim Rathbone sera à son tour député conservateur à la fin du XXe siècle.